# Kerkhof van Marck
Het Kerkhof van Marck is een gemeentelijke begraafplaats in de Franse gemeente Marck in het departement Pas-de-Calais. Het kerkhof ligt bij de Église Saint-Martin in het dorpscentrum van Marck.

## Britse oorlogsgraven
Op het kerkhof bevinden zich twee Britse oorlogsgraven uit de Tweede Wereldoorlog. De twee geïdentificeerde gesneuvelden vielen tijdens de geallieerde evacuatie uit Duinkerke eind mei - begin juni 1940.
De graven  worden onderhouden door de Commonwealth War Graves Commission, die de begraafplaats heeft ingeschreven als Marck Churchyard.